# オールタイム100ビデオゲーム
オールタイム100ビデオゲーム（All-TIME 100 Video Games ）とは、米タイム誌が2012年11月15日に発表した歴史上最も偉大なビデオゲームを100本リストアップしたものである。これは世界で最も影響力のある人物100人を選ぶ「タイム100」と似たシリーズの一環として発表された。
1970年代のゲーム黎明期から2010年代のインディペンデント・ゲームまで幅広く選出されている。リストはタイム誌のウェブサイトで無料公開されている。

## 1970年代
- 『オレゴン・トレイル』
- 『Hunt the Wumpus（英語版）』
- 『ポン』
- 『ブレイクアウト』
- 『スペースインベーダー』
- 『Adventure（英語版）』
- 『アステロイド』

## 1980年代
- 『バトルゾーン（英語版）』
- 『ディフェンダー』
- 『パックマン』
- 『ゾーク』
- 『Castle Wolfenstein』
- 『センティピード』
- 『ドンキーコング』
- 『フロッガー』
- 『ギャラガ』
- 『テンペスト（英語版）』
- 『Wizardry #1 - Proving Grounds of the Mad Overlord （狂王の試練場）』
- 『ジャウスト』
- 『ピットフォール』
- 『King’s Quest（英語版）』
- 『ロードランナー』
- 『M.U.L.E.（英語版）』
- 『ペーパーボーイ』
- 『テトリス』
- 『スーパーマリオブラザーズ』
- 『Ultima IV Quest of the Avatar "U4"』
- 『悪魔城ドラキュラ』
- 『ゼルダの伝説』
- 『メトロイド』
- 『アウトラン』
- 『魂斗羅』
- 『Leisure Suit Larry in the Land of the Lounge Lizards（英語版）』
- 『ロックマン』
- 『NetHack』
- 『パンチアウト!!』
- 『テクモボウル（英語版）』
- 『プリンス・オブ・ペルシャ』

## 1990年代
- 『ソリティア』
- 『ウィングコマンダー』
- 『シヴィライゼーション』
- 『ソニック・ザ・ヘッジホッグ』
- 『ストリートファイターII』
- 『Dune II: The Building of a Dynasty（英語版）』
- 『モータルコンバット』
- 『DOOM』
- 『MYST』
- 『NBAジャム』
- 『Madden NFL '95（英語版）』
- 『Marathon』
- 『シムシティ2000』
- 『クロノ・トリガー』
- 『Quake』
- 『バイオハザード』
- 『スーパーマリオ64』
- 『トゥームレイダー』
- 『ファイナルファンタジーVII』
- 『ゴールデンアイ 007』
- 『ミス ―闇の破壊神―（英語版）』
- 『ウルティマオンライン』
- 『ファイナルファンタジータクティクス』
- 『Grim Fandango（英語版）』
- 『メタルギアソリッド』
- 『スタークラフト』
- 『Thief: The Dark Project（英語版）』
- 『エバークエスト』
- 『サイレントヒル』

## 2000年代
- 『ディアブロII』
- 『Deus Ex』
- 『シムピープル』
- 『どうぶつの森』
- 『グランド・セフト・オートIII』
- 『Halo: Combat Evolved』
- 『ICO』
- 『Rez』
- 『カウンターストライク』
- 『メトロイドプライム』
- 『スプリンターセル』
- 『Star Wars: Knights of the Old Republic』
- 『洞窟物語』
- 『ハーフライフ2』
- 『塊魂』
- 『World of Warcraft』
- 『ギターヒーロー』
- 『ワンダと巨像』
- 『The Elder Scrolls IV: Oblivion』
- 『Gears of War』
- 『大神』
- 『Wii Sports』
- 『Bioshock』
- 『コール オブ デューティ4 モダン・ウォーフェア』
- 『Desktop Tower Defense』
- 『Portal』
- 『Rock Band（英語版）』
- 『Braid』
- 『アングリーバード』
- 『Demon's Souls』
- 『Flowery』

## 2010年代
- 『バットマン アーカム・シティ』
- 『マスエフェクト3』